# アジア太平洋キックボクシング連盟
アジア太平洋キックボクシング連盟（アジアたいへいようキックボクシングれんめい）は、日本のキックボクシング団体。略称は、APKF。1983年11月にみなみジムの会長である南樹三生によって設立。前身はアジア・モエジップン連盟。2001年1月29日に日本キックボクシングに加盟し、2011年に離脱。2022年現在活動休止中であり、みなみジムの後継ジム「エムトーンジム」はジャパン・キックボクシング・イノベーションに加盟した。

## 主な歴代出場選手
- 栄基
- シーザー武志
- 中川二郎
- TURBΦ
- 中野智則
- 戦え!ひでりん